# Jorge Ignacio Lafita Castillo
Jorge Ignacio Lafita Castillo (Saragossa, Aragó, 23 d'abril de 1988), més conegut com a Nacho Lafita, és un futbolista espanyol que juga com mitjapunta o extrem a l'Utebo Futbol Club de la Tercera Divisió d'Espanya. És germà de l'exfutbolista Ángel Lafita.

## Trajectòria
Fill de Juan Ángel Lafita Garrido, i nebot de Javier Villarroya i germà d'Ángel Lafita, tots ells prestigiosos jugadors saragossistes, es forma en les categories inferiors del mateix Reial Saragossa, a més de passar un any a la Unión Deportiva Amistad en el seu últim any de juvenil. Ja en categoria sènior és la SD Osca que es trobava a Segona B qui el feu debutar el 2007.
Després d'aquest any tornaria al Reial Saragossa, aquesta vegada per jugar dues temporades en el filial. Posteriorment passaria per diferents clubs de la Tercera Divisió d'Espanya, com la Societat Esportiva Ejea, el Club Deportivo Cuarte Industrial o la Sociedad Deportiva Leioa, per finalment fitxar per l'Arenas Club el 2013. Des del club basc passa a l'estiu de 2014 novament pel Reial Saragossa B en la seva tornada a la categoria de bronze, roman només una temporada al filial saragossista, i després del descens d'aquest és fitxat pel Club Deportivo Ebro recentment ascendit a la categoria. El 2016 rescindeix el contracte amb el CD Ebro, després de jugar-hi, en la darrera temporada, 10 partits de lliga, amb tres gols marcats.